# Scanner Access Now Easy
Scanner Access Now Easy (SANE) est une interface de gestion de scanner multimarque, essentiellement pour Unix et Linux, mais aussi pour macOS et Windows.
Le standard SANE dissocie l'interface utilisateur (frontend) et l'interface matérielle (backend), et permet l'utilisation des scanners en réseau.
Il est possible d'utiliser SANE via diverses interfaces graphiques (GIMP, LibreOffice, Calligra Suite, Simple Scan, XSane, Skanlite) ou en ligne de commande (scanimage).
L'interface matérielle de SANE peut aussi gérer des appareils photo et des webcams.